# Alvinocarididae
Famille
Les Alvinocarididae forment une famille de crevettes abyssales habitant près des sources hydrothermales et des zones de suintements froids. Leur découverte fait suite aux premières explorations de ces habitats profonds à la fin des années 1970. Le nom de la famille dérive de celui du submersible Alvin à bord duquel fut découverte la faune hydrothermale en 1977.
En 2009, la famille des Alvinocarididae comporte 23 espèces actuelles et deux fossiles dans sept genres actuels et un fossile.

## Liste des genres
- Alvinocaris Williams & Chace, 1982
- Chorocaris Martin & Hessler, 1990
- Mirocaris Vereshchaka, 1997
- Nautilocaris Komai & Segonzac, 2004
- Opaepele Williams & Dobbs, 1995
- Rimicaris Williams & Rona, 1986
- Shinkaicaris Komai & Segonzac, 2005
- †Harthofia Polz, 2007